# Thats What They All Say
Thats What They All Say — дебютный студийный альбом американского рэпера Джека Харлоу, вышедший 11 декабря 2020 года на лейблах Generation Now, Atlantic Records. В альбом вошли выступления приглашённых музыкантов Lil Baby, Биг Шона, Криса Брауна, Адама Левина, EST Gee, Брайсона Тиллера, DaBaby, Tory Lanez и Лил Уэйна, причем последние трое появились на ремиксе на прорывной сингл Харлоу «Whats Poppin». В ремиксе также присутствует посмертное выступление Static Major.

## Отзывы
| Оценки критиков    | Оценки критиков |
| Источник           | Оценка          |
| ------------------ | --------------- |
| AllMusic           | [ 3 ]           |
| Ratings Game Music | B               |
| Rolling Stone      | [ 5 ]           |
| The Guardian       | [ 6 ]           |
| Vinyl Chapters     | 4.5/5           |

Thats What They All Say получил в целом положительные отзывы от музыкальных критиков. Квинси из Ratings Game Music написал, что Харлоу «впечатляет своими „большими“ фразами, впечатляющим потоком, хитрыми текстами и подлыми мелодиями». С другой стороны, он отметил, что «Джек мог бы охватить более широкий спектр тем на альбоме».
Дэнни Шварц из Rolling Stone написал, что Харлоу «впервые за поколение вывел луисвилльский рэп на национальный уровень, и его музыка наиболее сильна, когда он держит ее близко к дому». При этом он отметил, что его музыка похожа на музыку Дрейка.
Кейт Хатчинсон из The Guardian написала, что «его самые интересные песни — более интроспективные, где он говорит о том, что ему неловко за свое признание (Keep It Light) и за свою белую привилегию (Baxter Avenue)», и «эти песни намекают на то, что Харлоу может быть больше, чем все, что вы уже слышали раньше».
Имоджен Лоулор из Vinyl Chapters написала, что альбом «демонстрирует невероятную зрелость, глубину и понимание его взаимодействия с другими людьми», что достигается благодаря «игривому производству, огромной музыкальности и грубому лиризму, разумно манипулируемому для глубокой формулировки амбивалентных чувств об отношениях и жизни в целом».

## Коммерческий успех
Thats What They All Say дебютировал на пятом месте в американском хит-параде Billboard 200, с тиражом 51,000 альбомных единиц (включая 2,000 чистых продаж альбома) в первую неделю релизаin. Альбмо также собрал 66,21 млн стрминговых потоков песен.

## Список композиций
| №                   | Название                                                             | Автор(ы) | Продюсеры | Длительность |
| ------------------- | -------------------------------------------------------------------- | --- | --- | ------------ |
| 1.                  | «Rendezvous»                                                         | Jackman Harlow Chauncey Hollis George Patterson                                                                       | Hit-Boy Khirye Tyler [d] | 1:53         |
| 2.                  | «Face of My City» (при участии Lil Baby)                             | Harlow Dominique Jones Sonny Uwaezuoke Tim Gomringer Kevin Gomringer                                                  | Sonny Digital Cubeatz | 2:03         |
| 3.                  | «21C / Delta»                                                        | Harlow Julius-Alexander "Jenius" Brown Paimon "Wallis Lane" Jahanbin Nima "Wallis Lane" Jahanbin Bryan "BRYVN" Yepes  | Jenius Wallis Lane BRYVN Keanu Beats [c] Fabio Aguilar [c] Jack LoMastro [c] VinnyForGood [c] Mike Wavvs [c] Rance [d] Tyler [d] Chef Boya Dru [d] Quintin Gulledge [d] | 3:34         |
| 4.                  | «Funny Seeing You Here»                                              | Harlow Dacoury Natche                                                                                                 | DJ Dahi EY [c] J.LBS [c] Danny McKinnon [c] | 2:34         |
| 5.                  | «Way Out» (при участии Big Sean)                                     | Harlow Sean Anderson Tahj Morgan Jasper Harris Everett "Heavy Mellow" Romano                                          | JetsonMade Harris Heavy Mellow | 2:48         |
| 6.                  | «Already Best Friends» (при участии Chris Brown)                     | Harlow Christopher Brown Morgan Yusuf "Ye" Ali II Christopher "Buddafly Wolf" Bivins Joseph Hodges, Jr.               | JetsonMade Ye Ali Buddafly Wolf Hodges, Jr. Rance [d] | 3:17         |
| 7.                  | «Keep It Light»                                                      | Harlow Rory Quigley Nicholas Smith                                                                                    | Harry Fraud | 3:23         |
| 8.                  | «Creme»                                                              | Harlow Brown Paul Blanco Nathan Ward II                                                                               | Jenius Blanco | 2:36         |
| 9.                  | «Same Guy» (при участии Adam Levine)                                 | Harlow Adam Levine Braden Watt Morgan Ward II                                                                         | Watt JetsonMade [a] Nemo Achida [a] Carlos Homs [b] | 2:44         |
| 10.                 | «Route 66» (при участии EST Gee)                                     | Harlow George Stone III Morgan Michael "Foreign Teck" Hernandez Dondre "Neeko Baby" Moore Khaleel "1st Class" Griffin | JetsonMade Foreign Teck Neeko Baby 1st Class Mantiz [c] | 2:33         |
| 11.                 | «Tyler Herro»                                                        | Harlow Matthew Samuels Scott Storch Sean Seaton Jahaan Sweet                                                          | Boi-1da Storch Neenyo Sweet | 2:36         |
| 12.                 | «Luv Is Dro» (при участии Static Major и Bryson Tiller)              | Harlow Stephen Garrett Bryson Tiller Kevin "Go Grizzly" Price Alonzo Lee, Jr. Shamar Daugherty Ward II                | Go Grizzly The Trak Starz Nemo Achida Squat Beats [c] | 2:57         |
| 13.                 | «Whats Poppin»                                                       | Harlow Morgan Darryl "Pooh Beatz" Clemons Carlos "LosTheProducer" Goodwin, Jr. John Lucas Ward II                     | JetsonMade Pooh Beatz LosTheProducer | 2:19         |
| 14.                 | «Baxter Avenue»                                                      | Harlow Austin Owens James Foye III                                                                                    | Ayo the Producer Keyz Skrillex [b] Nami [c] | 3:27         |
| 15.                 | «Whats Poppin (Remix)» (при участии DaBaby, Tory Lanez, и Lil Wayne) | Harlow Jonathan Kirk Daystar Peterson Dwayne Carter, Jr. Morgan Clemons Goodwin, Jr. Lucas Ward II                    | JetsonMade Pooh Beatz LosTheProducer | 3:47         |
| Общая длительность: | Общая длительность:                                                  | Общая длительность:                                                                                                   | Общая длительность: | 42:31        |

### Замечания
- ↑  сопродюсер
- ↑  дополнительный продюсер
- ↑  неуказанный сопродюсер
- ↑  неуказанный дополнительный продюсер

Сэмплы
- «Rendezvous» содержит сэмплы из песни «Lost for Words», написанной George Patterson, в исполнении Midnight Movers.
- «Keep It Light» содержит сэмплы из песни «Dirt and Grime», написанной Nicholas Smith, в исполнении Father’s Children.
- «Luv Is Dro» содержит сэмплы из песни «Love Is Dro», написанной Stephen Garrett, Alonzo Lee, Jr., и Shamar Daugherty, в исполнении Static Major.
- «Baxter Avenue» содержит сэмплы из песни «Glass Hearted», написанной Dylan Teixeira, в исполнении Nami.

## Чарты
| Чарт (2020—2022)                       | Высшая позиция |
| -------------------------------------- | -------------- |
| Австралия (ARIA)                       | 36             |
| Бельгия/Фландрия (Ultratop)            | 136            |
| Канада Canadian Albums (Billboard)     | 7              |
| Нидерланды (Album Top 100)             | 38             |
| Финляндия (Suomen virallinen lista)    | 3              |
| Ирландия (Irish Albums Chart)          | 48             |
| Новая Зеландия (RMNZ)                  | 18             |
| Норвегия (VG-lista)                    | 38             |
| Великобритания (UK Albums Chart)       | 73             |
| США Billboard 200                      | 5              |
| США Top R&B/Hip-Hop Albums (Billboard) | 2              |

| Чарт (2021)                            | Позиция |
| -------------------------------------- | ------- |
| Австралия (ARIA)                       | 93      |
| Канада (Billboard)                     | 37      |
| Новая Зеландия (RMNZ)                  | 35      |
| США Billboard 200                      | 51      |
| США Top R&B/Hip-Hop Albums (Billboard) | 24      |

| Чарт (2022)                            | Позиция |
| -------------------------------------- | ------- |
| Новая Зеландия (RMNZ)                  | 35      |
| США Billboard 200                      | 131     |
| США Top R&B/Hip-Hop Albums (Billboard) | 77      |

## Сертификации
| Регион                                                                      | Сертификация | Продажи   |
| --------------------------------------------------------------------------- | ------------ | --------- |
| Канада (Music Canada)                                                       | Платиновый   | 80 000    |
| Новая Зеландия (RMNZ)                                                       | Золотой      | 7500      |
| Великобритания (BPI)                                                        | Серебряный   | 60 000    |
| США (RIAA)                                                                  | Платиновый   | 1 000 000 |
| Данные о продажах + прослушиваниях приведены только на основе сертификации. |              |           |